# Dustin Brown (tenista)
Dustin Brown (* 8. prosince 1984 Celle, Dolní Sasko) byl jamajský profesionální tenista, který v sezónách 2011–2021 reprezentoval rodné Německo. Ve své dosavadní kariéře vyhrál na okruhu ATP Tour dva turnaje ve čtyřhře. Na challengerech ATP a okruhu ITF získal jedenáct titulů ve dvouhře a čtyřicet dva ve čtyřhře.
Na žebříčku ATP byl ve dvouhře nejvýše klasifikován v říjnu 2016 na 64. místě a ve čtyřhře v květnu 2012 na 43. místě.
Na nejvyšší grandslamové úrovni se ve dvouhře nejdále probojoval do třetího kola ve Wimbledonu 2013, kde zdolal Lleytona Hewitta. Výkon zopakoval ve Wimbledonu 2015. V grandslamové čtyřhře si třetí fázi zahrál na pařížském French Open 2011. Premiérový titul na okruhu ATP Tour si připsal na zářijovém Open de Moselle 2010 v Metách. S Nizozemcem Rogierem Wassenem ve finále zdolali Brazilce Marcela Mela s Brunem Soaresem. Druhý triumf vybojoval na antukovém Grand Prix Hassan II 2012, v Casablance po boku Australana Paula Hanleyho.
V jamajském daviscupovém týmu debutoval v roce 2003 utkáním základního bloku 3. skupiny Americké zóny proti Bolívii, v němž vyhrál nad Albertem Sottocornem. Do roku 2023 v soutěži nastoupil k šesti mezistátním utkáním s bilancí 4–2 ve dvouhře a 3–0 ve čtyřhře, když odehrál ročníky 2003 a 2015.
Německo reprezentoval na Letních olympijských hrách 2016 v Riu de Janeiru, kde v úvodním kole mužské dvouhry skrečoval Brazilci Thomazi Belluccimu.

## Soukromý život
V červnu 2010 tenista oznámil, že vzhledem k nedostatečné podpoře ze strany Jamajského tenisového svazu, uvažuje o získání britského občanství a reprezentování Velké Británie. Jeho prarodiče z otcovy strany jsou Britové. V říjnu 2010 se však rozhodl nastupovat za Německo, kde se narodil a žil do srpna 1996, než se přestěhoval na Jamajku, kde zahájil tenisovou kariéru. Rozhodnutí reprezentovat německý stát potvrdil na facebookovém profilu. Prvním turnajem, který Brown odehrál v německých barvách, byl Bauer Watertechnology Cup 2010 v Eckentalu.

## Finále na okruhu ATP Tour
| Legenda                   |                          |
| D – dvouhra; Č – čtyřhra  | D – dvouhra; Č – čtyřhra |
| ------------------------- | ------------------------ |
| Grand Slam (0)            |                          |
| Turnaj mistrů (0)         |                          |
| ATP Tour Masters 1000 (0) |                          |
| ATP Tour 500 (0)          |                          |
| ATP Tour 250 (2–4 Č)      |                          |

### Čtyřhra: 6 (2–4)
| Stav      | č. | datum             | turnaj                 | povrch    | spoluhráč          | soupeři ve finále                    | výsledek               |
| --------- | -- | ----------------- | ---------------------- | --------- | ------------------ | ------------------------------------ | ---------------------- |
| Vítěz     | 1. | 26. září 2010     | Mety, Francie          | tvrdý     | Rogier Wassen      | Marcelo Melo Bruno Soares            | 6–3, 6–3               |
| Finalista | 1. | 26. února 2012    | Marseille, Francie     | tvrdý (h) | Jo-Wilfried Tsonga | Nicolas Mahut Édouard Roger-Vasselin | 3–6, 6–3, [10–6]       |
| Vítěz     | 2. | 14. dubna 2012    | Casablanca, Maroko     | antuka    | Paul Hanley        | Daniele Bracciali Fabio Fognini      | 7–5, 6–3               |
| Finalista | 2. | 28. července 2012 | Kitzbühel, Rakousko    | antuka    | Paul Hanley        | František Čermák Julian Knowle       | 6–7(4–7), 6–3, [10–12] |
| Finalista | 3. | duben 2013        | Casablanca, Maroko     | antuka    | Christopher Kas    | Julian Knowle Filip Polášek          | 3–6, 2–6               |
| Finalista | 4. | duben 2017        | Houston, Spojené státy | antuka    | Frances Tiafoe     | Julio Peralta Horacio Zeballos       | 6–4, 5–7, [6–10]       |

## Finále na challengerech ATP
| Legenda                      |
| ---------------------------- |
| Challengery (8–9 D; 26–20 Č) |

### Dvouhra: 17 (8–9)
| Stav      | č. | datum              | turnaj                         | povrch      | soupeř ve finále     | výsledek                     |
| --------- | -- | ------------------ | ------------------------------ | ----------- | -------------------- | ---------------------------- |
| Finalista | 1. | 25. května 2009    | Karlsruhe, Německo             | antuka      | Florian Mayer        | 2–6, 4–6                     |
| Vítěz     | 1. | 10. srpna 2009     | Samarkand, Uzbekistán          | antuka      | Jonathan D. de Veigy | 7–6(7–3), 6–3                |
| Finalista | 2. | 24. srpna 2009     | Almaty, Kazachstán             | tvrdý       | Ivan Sergejev        | 3–6, 7–5, 4–6                |
| Finalista | 3. | 2. listopadu 2009  | Eckental, Německo              | koberec (h) | Daniel Brands        | 4–6, 4–6                     |
| Finalista | 4. | 9. listopadu 2009  | Aachen, Německo                | koberec (h) | Rajeev Ram           | 6–7(2–7), 7–6(7–5), 6–7(2–7) |
| Vítěz     | 2. | 17. dubna 2010     | Johannesburg, Jihoafrická rep. | tvrdý       | Izak van der Merwe   | 7–6(7–2), 6–3                |
| Vítěz     | 3. | 14. listopadu 2010 | Cáchy, Německo                 | koberec (h) | Igor Sijsling        | 6–3, 7–6(7–3)                |
| Vítěz     | 4. | 25. března 2012    | Bath, Velká Británie           | tvrdý       | Jan Mertl            | 6–4, 7–6(7–1)                |
| Finalista | 5. | březen 2013        | Sarajevo, Bosna a Hercegovina  | tvrdý (h)   | Adrian Mannarino     | 6–7(3–7), 6–7(2–7)           |
| Vítěz     | 5. | září 2013          | Janov, Itálie                  | antuka      | Filippo Volandri     | 7–6(7–5), 6–3                |
| Finalista | 6. | listopad 2013      | Andria, Itálie                 | tvrdý (h)   | Márton Fucsovics     | 3–6, 4–6                     |
| Vítěz     | 6. | září 2014          | Štětín, Polsko                 | antuka      | Jan-Lennard Struff   | 6–4, 6–3                     |
| Finalista | 7. | říjen 2015         | Fairfield, Spojené státy       | tvrdý       | Taylor Fritz         | 3–6, 4–6                     |
| Vítěz     | 7. | červen 2016        | Manchester, Spojené království | tráva       | Lu Jan-sun           | 7–6(7–4), 6–1                |
| Finalista | 8. | září 2016          | Štětín, Polsko                 | antuka      | Alessandro Giannessi | 2–6, 3–6                     |
| Finalista | 9. | září 2018          | Janov, Itálie                  | antuka      | Lorenzo Sonego       | 2–6, 1–6                     |
| Vítěz     | 8. | duben 2019         | Sophia Antipolis, Francie      | antuka      | Filip Krajinović     | 6–3, 7–5                     |

### Čtyřhra: 46 (26–20)
| Stav      | č.  | datum              | turnaj                          | povrch      | spoluhráč                | soupeři ve finále                        | výsledek                   |
| --------- | --- | ------------------ | ------------------------------- | ----------- | ------------------------ | ---------------------------------------- | -------------------------- |
| Vítěz     | 1.  | 14. září 2009      | Banja Luka, Bosna a Hercegovina | antuka      | Rainer Eitzinger         | Ismar Gorčić Simone Vagnozzi             | 6–3, 6–3                   |
| Finalista | 1.  | 15. února 2010     | Bělehrad, Srbsko                | tvrdý (h)   | Martin Slanar            | Ilija Bozoljac Jamie Delgado             | 3–6, 3–6                   |
| Vítěz     | 2.  | 29. března 2010    | Neapol, Itálie                  | antuka      | Jesse Witten             | Rohan Bopanna Ajsám Kúreší               | 7–6(7–4), 7–5              |
| Vítěz     | 3.  | 26. dubna 2010     | Rhodos, Řecko                   | tvrdý       | Simon Stadler            | Jonathan Marray Jamie Murray             | 7–6(7–4), 6–7(4–7), [10–7] |
| Finalista | 2.  | 3. května 2010     | Káhira, Egypt                   | antuka      | Andre Begemann           | Martin Slanar Simone Vagnozzi            | 3–6, 4–6                   |
| Finalista | 3.  | 10. května 2010    | Biella, Itálie                  | antuka      | Alessandro Motti         | James Cerretani Adil Shamasdin           | 3–6, 6–2, [9–11]           |
| Vítěz     | 4.  | 31. května 2010    | Fürth, Německo                  | antuka      | Rameez Junaid            | Martin Emmrich Joseph Sirianni           | 6–3, 6–1                   |
| Vítěz     | 5.  | 8. srpna 2010      | Kitzbühel, Rakousko             | antuka      | Rogier Wassen            | Hans Podlipnik-Castillo Max Raditschnigg | 3–6, 7–5, [10–7]           |
| Vítěz     | 6.  | 18. září 2010      | Štětín, Polsko                  | antuka      | Rogier Wassen            | Rameez Junaid Philipp Marx               | 6–4, 7–5                   |
| Vítěz     | 7.  | 28. listopadu 2010 | Helsinky, Finsko                | tvrdý       | Martin Emmrich           | Henri Kontinen Jarkko Nieminen           | 7–6(19–17), 0–6, [10–7]    |
| Finalista | 4.  | 6. března 2011     | Dallas, Spojené státy           | tvrdý       | Björn Phau               | Scott Lipsky Rajeev Ram                  | 6–7(3–7), 4–6              |
| Finalista | 5.  | 5. června 2011     | Nottingham, Spojené království  | tráva       | Martin Emmrich           | Colin Fleming Ross Hutchins              | 6–4, 6–7(8–10), [11–13]    |
| Vítěz     | 8.  | 28. srpna 2011     | Manerbio, Itálie                | antuka      | Lovro Zovko              | Alessio di Mauro Alessandro Motti        | 7–6(7–4), 7–5              |
| Vítěz     | 9.  | 10. září 2011      | Janov, Itálie                   | antuka      | Horacio Zeballos         | Jordan Kerr Travis Parrott               | 6–2, 7–5                   |
| Vítěz     | 10. | 13. listopadu 2011 | Urtijëi, Itálie                 | koberec     | Lovro Zovko              | Philipp Petzschner Alexander Waske       | 6–4, 7–6(7–4)              |
| Finalista | 6.  | 12. února 2012     | Quimper, Francie                | tvrdý       | Jonathan Marray          | Pierre-Hugues Herbert Maxime Teixeira    | 6–7(5–7), 4–6              |
| Finalista | 7.  | 4. března 2012     | Cherbourg, Francie              | tvrdý       | Jonathan Marray          | Laurynas Grigelis Vladimir Ignatik       | 6–4, 6–7(9–11), [0–10]     |
| Vítěz     | 11. | 17. března 2012    | Sarajevo, Bosna a Hercegovina   | tvrdý       | Jonathan Marray          | Michal Mertiňák Igor Zelenay             | 7–6(7–2), 2–6, [11–9]      |
| Vítěz     | 12. | 21. dubna 2012     | Řím, Itálie                     | antuka      | Jonathan Marray          | Andrei Dăescu Florin Mergea              | 6–4, 7–6(7–0)              |
| Finalista | 8.  | srpen 2013         | Meerbusch, Německo              | antuka      | Philipp Marx             | Rameez Junaid Frank Moser                | 3–6, 6–7(4–7)              |
| Vítěz     | 13. | listopad 2013      | Eckental, Německo               | koberec (h) | Philipp Marx             | Piotr Gadomski Mateusz Kowalczyk         | 7–6(7–4), 6–2              |
| Finalista | 9.  | listopad 2013      | Helsinky, Finsko                | tvrdý (h)   | Philipp Marx             | Henri Kontinen Jarkko Nieminen           | 5–7, 7–5, [5–10]           |
| Vítěz     | 14. | září 2014          | Štětín, Polsko (2)              | antuka      | Jan-Lennard Struff       | Tomasz Bednarek Igor Zelenay             | 6–2, 6–4                   |
| Vítěz     | 15. | květen 2015        | Řím, Itálie                     | antuka      | František Čermák         | Andrés Molteni Marco Trungelliti         | 6–1, 6–2                   |
| Vítěz     | 16. | srpen 2015         | Meerbusch, Německo              | antuka      | Rameez Junaid            | Wesley Koolhof Matwé Middelkoop          | 6–4, 7–5                   |
| Finalista | 10. | říjen 2015         | Sacramento, Spojené státy       | tvrdý       | Daniel Brands            | Blaž Kavčič Grega Žemlja                 | 1–6, 6–3, [3–10]           |
| Finalista | 11. | říjen 2015         | Fairfield, Spojené státy        | tvrdý       | Carsten Ball             | Johan Brunström Frederik Nielsen         | 3–6, 7–5, [5–10]           |
| Vítěz     | 17. | říjen 2015         | Las Vegas, Spojené státy        | tvrdý       | Carsten Ball             | Dean O’Brien Ruan Roelofse               | 3–6, 6–3, [10–6]           |
| Finalista | 12. | listopad 2015      | Andria, Itálie                  | tvrdý (h)   | Carsten Ball             | Marco Chiudinelli Frank Moser            | 6–7(5–7), 5–7              |
| Finalista | 13. | srpen 2017         | Meerbusch, Německo              | antuka      | Antonio Šančić           | Kevin Krawietz Andreas Mies              | 1–6, 6–7(5–7)              |
| Finalista | 14. | říjen 2017         | Ismaning, Německo               | koberec (h) | Tim Pütz                 | Marin Draganja Tomislav Draganja         | 7–6(7–1), 2–6, [8–10]      |
| Vítěz     | 18. | září 2018          | Como, Itálie                    | antuka      | Andre Begemann           | Martin Kližan Filip Polášek              | 3–6, 6–4, [10–5]           |
| Vítěz     | 19. | leden 2019         | Nouméa, Nová Kaledonie          | tvrdý       | Donald Young             | André Göransson Sem Verbeek              | 7–5, 6–4                   |
| Finalista | 15. | únor 2019          | Bergamo, Itálie                 | tvrdý (h)   | Tomislav Brkić           | Laurynas Grigelis Zdeněk Kolář           | 5–7, 6–7(7–9)              |
| Vítěz     | 20. | listopad 2020      | Eckental, Německo (2)           | koberec (h) | Antoine Hoang            | Lloyd Glasspool Alex Lawson              | 6–7(8–10), 7–5, [13–11]    |
| Finalista | 16. | červen 2021        | Milán, Itálie                   | antuka      | Tristan-Samuel Weissborn | Vít Kopřiva Jiří Lehečka                 | 4–6, 0–6                   |
| Finalista | 17. | srpen 2021         | Meerbusch, Německo              | antuka      | Robin Haase              | Szymon Walków Jan Zieliński              | 3–6, 1–6                   |
| Vítěz     | 21. | září 2021          | Tulln, Rakousko                 | antuka      | Andrea Vavassori         | Rafael Matos Felipe Meligeni Alves       | 7–6(7–5), 6–1              |
| Vítěz     | 22. | říjen 2021         | Neapol, Itálie (2)              | antuka      | Andrea Vavassori         | Mirza Bašić Nino Serdarušić              | 7–5, 7–6(7–5)              |
| Finalista | 18. | říjen 2021         | Neapol, Itálie                  | antuka      | Andrea Vavassori         | Marco Bortolotti Sergio Martos Gornés    | 4–6, 6–3, [7–10]           |
| Vítěz     | 23. | květen 2022        | Troisdorf, Německo              | antuka      | Evan King                | Hendrik Jebens Piotr Matuszewski         | 6–4, 7–5                   |
| Vítěz     | 24. | srpen 2022         | Cordenons, Itálie               | antuka      | Andrea Vavassori         | Ivan Sabanov Matej Sabanov               | 6–4, 7–5                   |
| Finalista | 19. | září 2022          | Como, Itálie                    | antuka      | Julian Lenz              | Alexander Erler Lucas Miedler            | 1–6, 6–7(3–7)              |
| Vítěz     | 25. | září 2022          | Štětín, Polsko (3)              | antuka      | Andrea Vavassori         | Roman Jebavý Adam Pavlásek               | 6–4, 5–7, [10–8]           |
| Vítěz     | 26. | září 2022          | Janov, Itálie (2)               | antuka      | Andrea Vavassori         | Roman Jebavý Adam Pavlásek               | 6–2, 6–2                   |
| Finalista | 20. | říjen 2022         | Hamburk, Německo                | tvrdý (h)   | Julian Lenz              | Treat Conrad Huey Max Schnur             | 6–7(6–8), 4–6              |